# Homosexualidad y movimiento Hare Krishna

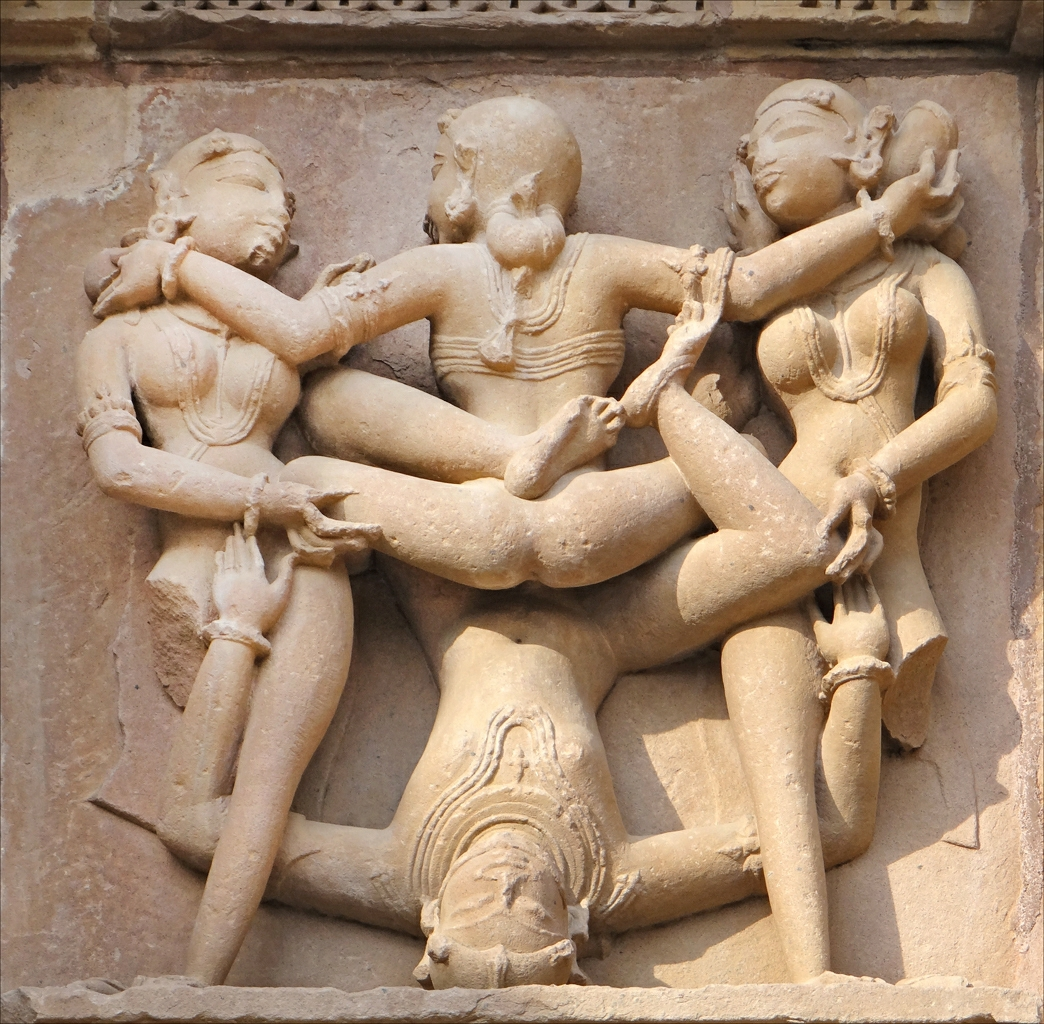
Estatuas homoeróticas de Kama en el templo hindú de Khajuraho Kandariya Mahadeva Khajurâho, India (2013)

Las posturas sobre la orientación sexual dentro de la Asociación Internacional para la Conciencia de Krishna (ISKCON), conocidos como la secta hinduista Hare Krishna, no son especialmente diferentes en torno a lo que implica el deseo sexual de los heterosexuales con la homosexualidad y las orientaciones LGBT o no heterosexuales, el cual se califica como una atracción corporal natural que tienen los cuerpos humanos como parte de su anatomía de ser vivo y cuyo fin, cuando no es reproductivo, responde a gratificar un placer del cuerpo, por lo que responde a un síntoma de una ilusión que puede purificarse elevando la conciencia. En otras palabras, tanto la atracción sexual hetero- y homosexual obedecen al mismo apego ilusorio al cuerpo temporal, sin distinciones entre ambos deseos carnales. 

## Visión general
Los principios básicos para poder comprender las relaciones sexoafectivas entre los seres humanos se encuentran representadas en el hinduismo desde el periodo védico hasta la actualidad, en rituales, literatura, narrativas míticas y arte en general, como pinturas y esculturas. Las diferentes interpretaciones de cómo estos credos aceptan, toleran o rechazan la homosexualidad, han sido objeto de controversias tanto dentro como fuera de la propia religión hindú.
La visión general del movimiento Hare Krishna con respecto a la sexualidad se centra a mantener relaciones sexuales con una pareja, idealmente dentro del matrimonio, el cual es definido como «lícito», haciendo a su vez una fuerte crítica al sexo extramarital, el cual es considerado como «ilícito». De acuerdo a los discípulos de Bhaktivedanta Swami Prabhupada, él nunca discriminó a una persona basándose en la orientación sexual, sin embargo, basado en las lecturas de la Bhagavad-gītā expresó comentarios respecto al sexo que no es para fines procreativos, el cual lo calificó como parte de la raíz de una atadura al mundo material, el sexo heterosexual tiene la capacidad de procrear y por ende, al criar a los hijos bajo la Conciencia de Krishna, contribuye a la espiritualización de esa unión carnal.
Por otra parte, los devotos que consideran al Kama-sutra como un texto sagrado de este movimiento, están conscientes de que Vatsiaiana incorporó versos sobre distintos tipos de uniones sexuales de tipo homosexual, en especial referido a prácticas de sexo oral entre hombres.

## Historia
Cuando A. C. Bhaktivedanta Swami Prabhupada llegó a la ciudad de Nueva York en los años 1960 para iniciar su movimiento religioso, fue recibido por hippies y beatniks abiertamente LGBT, como Allen Ginsberg, Howard Wheeler y Keith Ham, quienes se interesaron en su religión y espiritualidad basadas en Krishna. Estos últimos dos se habían conocido anteriormente en la Universidad de Carolina del Norte en Chapel Hill, donde se enamoraron e iniciaron una relación secreta de varios años, para luego tras recibir amenazas de sacarlos del armario, decidieron huir y mudarse a vivir a Nueva York.
Durante el siglo XXI, fue mediático el acercamiento del cantante británico Boy George a los Hare Krishna, siendo abiertamente gay, lo que le trajo consigo una serie de apreciaciones por parte de los denominados devotos dentro del movimiento, tanto positivas como negativas. En su libro autobiográfico Take It Like a Man, reveló bajo sus propias palabras lo siguiente:

Un swami, a quien le tenía mucho cariño, me dijo que era más difícil para los homosexuales entrar por las puertas del cielo. Le respondí: 'especialmente si las mantienes cerradas'".

George también escribió: 

"A algunos devotos obviamente incomodo con mi asociación con la Conciencia de Krishna. Otros me tratan con sumo respeto y amabilidad."

## Matrimonio entre personas del mismo sexo
Las diferentes posturas sobre el matrimonio entre personas del mismo sexo son heterogéneas y no exentas de polémicas y controversias dentro del movimiento Hare Krishna. En noviembre de 2008, el gurú Hridayananda Goswami ofició una bendición para una pareja de hombres en los Estados Unidos, provocando intensos debates que fueron tomados por la batalla cultural entre socialconservadores y liberales dentro del movimiento y sus simpatizantes.
En agosto de 2019, la ISKCON de Brasil celebró su primera boda homosexual entre dos mujeres devotas de dicha espiritualidad siguiendo a cabalidad y sin distinción de la boda heterosexual todos los rituales necesarios para contraerlo.